# Hermann Seeland
Hermann Seeland (* 31. Dezember 1868 in Hildesheim; † 31. Januar 1954 ebenda) war ein deutscher katholischer Historiker und Heimatforscher.

## Leben
Nach der Priesterweihe 1892 wurde Seminarpriester. Er war von 1893 bis 1896 Kaplan in Celle. 1896 wurde er Kompastor in Braunschweig. 1898 wurde er Pastor in St. Joseph (Braunschweig). 1916 wurde er Propst in St. Clemens (Hannover). 1932 wurde er Domkapitular. 1935/1936 war er stellvertretender Generalvikar. 1952 wurde er Ehrenprälat Seiner Heiligkeit.

## Schriften (Auswahl)
- Unser Frauenschuh. Cyperipedium Calceolus Linné. Eine Wunderblume der Heimat. Hildesheim 1947, OCLC 832355716.
- Der Elfenaltar im Dom zu Hildesheim. Hildesheim 1950, OCLC 32369375.
- Von alten Klosterbibliotheken in der Stadt Hildesheim. Hildesheim 1952, OCLC 863586064.
- Der tausendjährige Rosenstock am Dom zu Hildesheim. Hildesheim 1956, OCLC 258220418.